# Fernando Ponce de León
Fernando Ponce de León (m. c. 1331). Ricohombre castellano de la familia Ponce de León. Fue hijo de Fernán Pérez Ponce de León, señor de la Puebla de Asturias, Cangas y Tineo, y de Urraca Gutiérrez de Meneses.
Fue I señor de Marchena, Bornos, Espera, Rota y Chipiona, y en el reino de Aragón poseía los lugares de Frescano, Ponzano, y Celia junto con sus castillos. 
Fue bisnieto del rey Alfonso IX de León. 

## Orígenes familiares
Fue hijo de Fernán Pérez Ponce de León y de Urraca Gutiérrez de Meneses. Por parte paterna fueron sus abuelos Pedro Ponce de Cabrera y Aldonza Alfonso de León, hija ilegítima del rey Alfonso IX de León, y por parte materna era nieto de Gutierre Suárez de Meneses, ricohombre de Castilla, y de Elvira de Sousa.
Fue hermano de Pedro Ponce de León, que al igual que su padre fue adelantado mayor de la frontera de Andalucía y mayordomo mayor del rey, y de Juana Ponce de León, que fue la madre de Leonor de Guzmán, amante de Alfonso XI de Castilla.

## Biografía

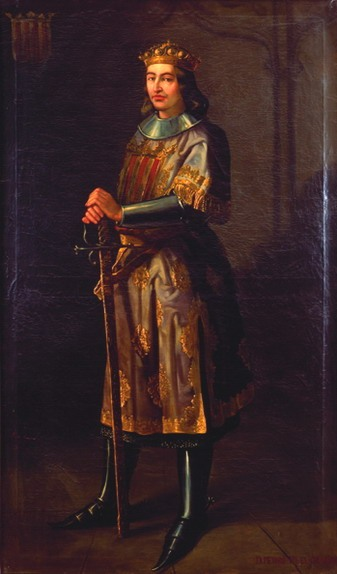
Retrato imaginario de Pedro III de Aragón, de Manuel Aguirre y Monsalbe. 1854. (Diputación Provincial de Zaragoza)

Se desconoce su fecha de nacimiento. Su padre fue señor de la Puebla de Asturias, Cangas y Tineo, y desempeñó los cargos de adelantado mayor de la frontera de Andalucía y mayordomo mayor del rey Alfonso X de Castilla, siendo además el ayo del infante Fernando de Castilla, hijo de Sancho IV de Castilla. Y el historiador Francisco Ruano señaló que desde su juventud Fernando Ponce de León confirmó en numerosos privilegios y documentos durante los reinados de Sancho IV y de Fernando IV, debido a su condición de ricohombre y a su parentesco con el rey, ya que era primo segundo de Fernando IV por ser ambos bisnietos del rey Alfonso IX de León. Y en un reparto de tierras realizado por Sancho IV en el reino de León tras el asesinato de Lope Díaz III de Haro, señor de Vizcaya, y que tuvo lugar en 1288 o en 1291, a Fernando Ponce de León le correspondieron 28.800 maravedís, es decir, un 1,2% del total distribuido, al tiempo que su hermano Pedro Ponce recibía 120.630 maravedís, que representaban un 5% del total.
En su juventud Fernando Ponce de León tuvo algunas diferencias con el rey de Castilla y abandonó su reino, dirigiéndose al reino de Aragón, donde pasó a servir al rey Pedro III, que le entregó la villa de Frescano, y posteriormente las de Ponzano y Celia, pasando entonces la de Frescano a manos de Artal de Luna. Posteriormente regresó a Castilla y entró de nuevo al servicio del rey, aunque planeó dirigirse al reino musulmán de Marruecos para servir a su rey contra sus enemigos, pero Guzmán el Bueno, su futuro suegro, le disuadió de hacerlo. El historiador Juan Luis Mata Carriazo destacó que Fernando Ponce de León fue el artífice de la implantación de los Ponce de León en Andalucía, y afirmó que era «un personaje singular que, por su calidad de segundón, busca fortuna en el bajo valle del Guadalquivir con una inteligente actuación que conjuga la proximidad al monarca, la actividad bélica en la frontera y la oportunidad para conseguir un matrimonio muy conveniente».

En 1303 contrajo matrimonio con Isabel de Guzmán, hija mayor de Guzmán el Bueno, señor de Sanlúcar de Barrameda y célebre defensor de la ciudad de Tarifa, y de María Alfonso Coronel, quedando unidas mediante dicho matrimonio una rama de la familia Ponce de León, que en esos momentos, como señala el historiador Miguel Ángel Ladero Quesada, era la segunda en importancia del reino de Sevilla, y otra de la familia Guzmán, que se habían afincado en Andalucía tras la Reconquista y donde ambas llegarían a ser, con el paso del tiempo, las dos casas nobiliarias más poderosas, como señaló Salvador de Moxó. Y para reforzar aún más los vínculos entre ambas familias, en 1303 también contrajeron matrimonio Beatriz Ponce de León, hermana de Fernando Ponce de León, y Juan Alonso Pérez de Guzmán, hijo de Guzmán el Bueno y posteriormente, II señor de Sanlúcar de Barrameda.

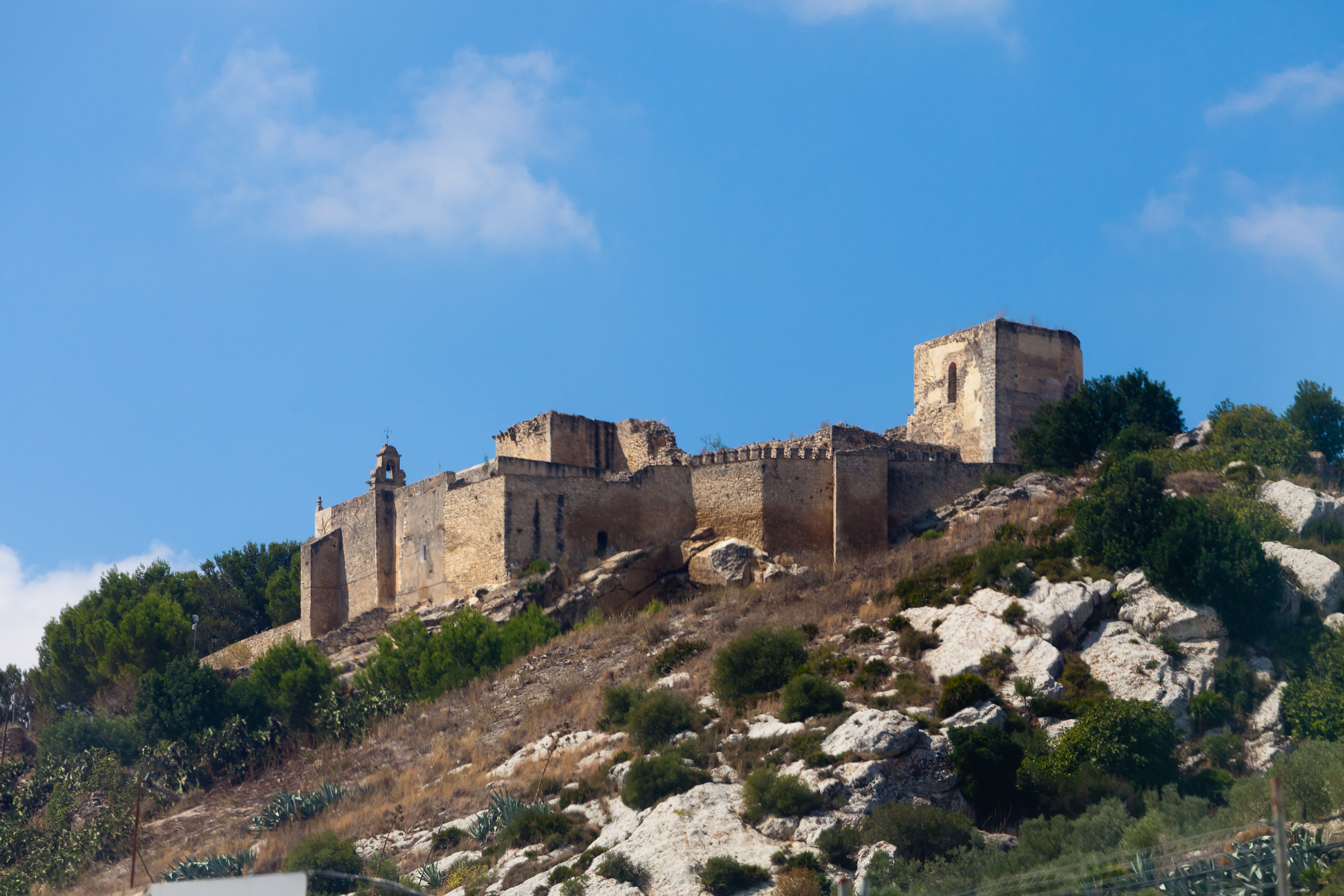
Castillo de Espera.

El 24 de septiembre de 1304, mientras se encontraba en la ciudad de León, el rey Fernando IV concedió a Fernando Ponce de León las aldeas de Bornos y Espera, situadas dentro del término de Arcos de la Frontera, y también otras aldeas como Fatetar, Carissa y Santiago de Cristo, a fin de recompensarle por los servicios prestados y también como agradecimiento por haber sido su padre, Fernán Pérez Ponce de León, el ayo del monarca. Las aldeas de Bornos y Espera, como señaló Juan Luis Carriazo Rubio, «aseguraban la defensa de Arcos (de la Frontera) por el Guadalete y sobre todo, protegían el acceso al interior de la campiña sevillana por el camino natural del sur», propiciando que los Ponce de León comenzaran a integrarse en el grupo de las principales familias «destinadas a sostener la Frontera».
El 18 de diciembre de 1309 Fernando IV concedió por juro de heredad a Fernando Ponce de León, mientras se encontraba en el Sitio de Algeciras, el señorío de Marchena y el castillo de dicho lugar, como recompensa por los servicios prestados al monarca durante el asedio y a fin de asegurar el poblamiento y la defensa de la villa, y el nuevo señor de Marchena tendría en lo sucesivo la potestad de administrar civil y militarmente las tierras y personas de su señorío, según consta en el documento en el que se consignó la donación:

Por facer bien é merced á vos don Fernando Perez Ponce mio vasallo, é por muchos servicios é bonos que me vos siempre fecistes é facedes, tengo por bien de vos dar Marchena con su pueblo por juro de heredad para vender é empeñar, é cambiar, é enagenar, e para facer de ella é en ella lo que vos quisieredes así como de lo buestro mismo...é dovos la con todo su termino asi como parte con las otras villas é castillos de su pertenencia, con éxidos e con aldeas, é con entradas é con salidas, é con aguas, é con pastos, é con montes, é con fuentes, é con ríos, e con todos los derechos que yo he é debo haber deste dia de hoy adelante que este privilegio es hecho en cualquier manera que los yo y haya, é con todas sus pertenencias quantas ha é haber debe, donación buena é sana sin entredicho ninguno en tal manera que no fagades della guerra é pas, é que me cojades en ella irado é pagado. E dovos la que la hayades libre é quita para siempre jamas sin contrallar ninguna señaladamente por muchos servicios é bonos que nos vos fesistes e facedes en la cerca que yo fis sobre Algesira.

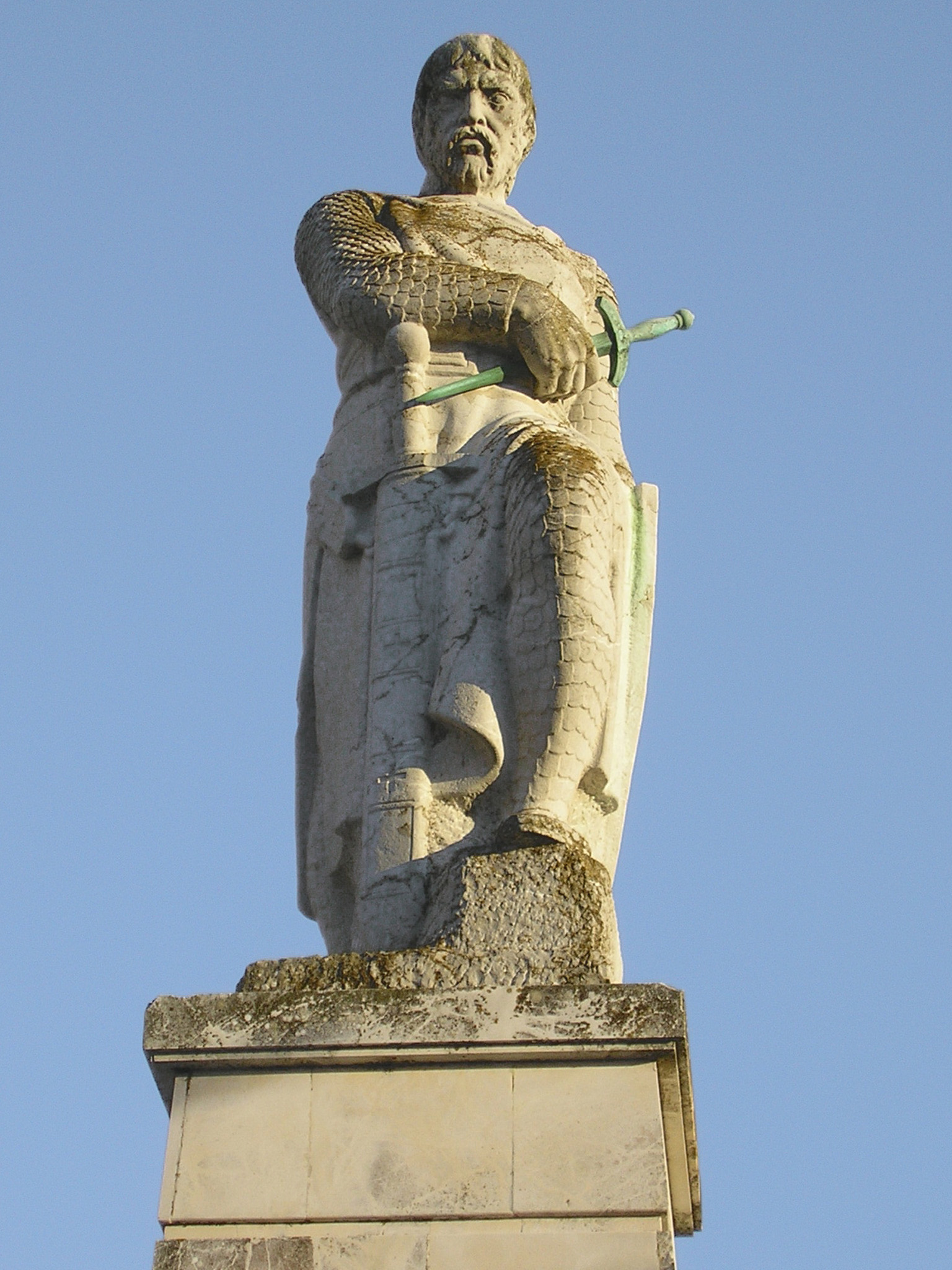
Estatua de Guzmán el Bueno en Tarifa.

El historiador Rafael Sánchez Saus destacó que con el paso del tiempo la rama de los señores de Marchena, inaugurada por Fernando Ponce de León, llegaría a ser la cabeza de su linaje, ya que de él descienden los marqueses de Cádiz y los duques de Arcos, y a lo largo de los siglos numerosos historiadores han disputado a causa del patrimonio aportado como dote a Fernando Ponce por Isabel de Guzmán, siendo la clave del debate cómo el señorío de Marchena fue a parar a manos de los Ponce de León. El cronista Pedro Barrantes Maldonado señaló en el siglo XVI que la hija mayor de Guzmán el Bueno aportó al matrimonio como dote Rota, Chipiona, la mitad de Ayamonte y 100 000 maravedís anuales en un juro sobre las rentas de Marchena, y Francisco de Rades señaló que Marchena y Rota fueron entregadas a Fernando Ponce de León como dote matrimonial por su esposa. Por otra parte, Rafael Sánchez Saus afirmó en 1989 que los cien mil maravedís anuales sobre las rentas de Marchena y el resto de la dote aportada por su esposa permitieron a Fernando Ponce de León «comprar el resto de la villa» de Marchena a Fernando IV, quien le haría señor de ella en 1309, y dicho historiador señala también que Isabel de Guzmán aportó también 50 000 maravedís anuales de juro sobre Medina Sidonia, villa sobre la que los Ponce de León ejercerían una gran influencia hasta que Alfonso XI de Castilla la entregó a su amante, Leonor de Guzmán.
Sin embargo, Pedro de Salazar y Mendoza manifestó en el siglo XVII, basándose en la donación llevada a cabo por Fernando IV en diciembre de 1309, que Marchena no perteneció jamás a Guzmán el Bueno, y que por tanto no pudo entregarla a su hija como dote, y Juan Luis Carriazo Rubio, por su parte, planteó en 1997 la siguiente hipótesis:

Dote, compra y donación regia son perfectamente compatibles. Al pasar los derechos sobre Marchena a Fernán Pérez Ponce (Fernando Ponce de León), le sería posible comprar al monarca con mayor facilidad el resto de la villa. La merced real con la concesión del señorío, justificada por los servicios militares prestados, sería inmediatamente posterior y vendría a sancionar una realidad ya existente. Ahora bien, esto no deja de ser una hipótesis sobre la inclusión de Marchena en la dote de Isabel de Guzmán.

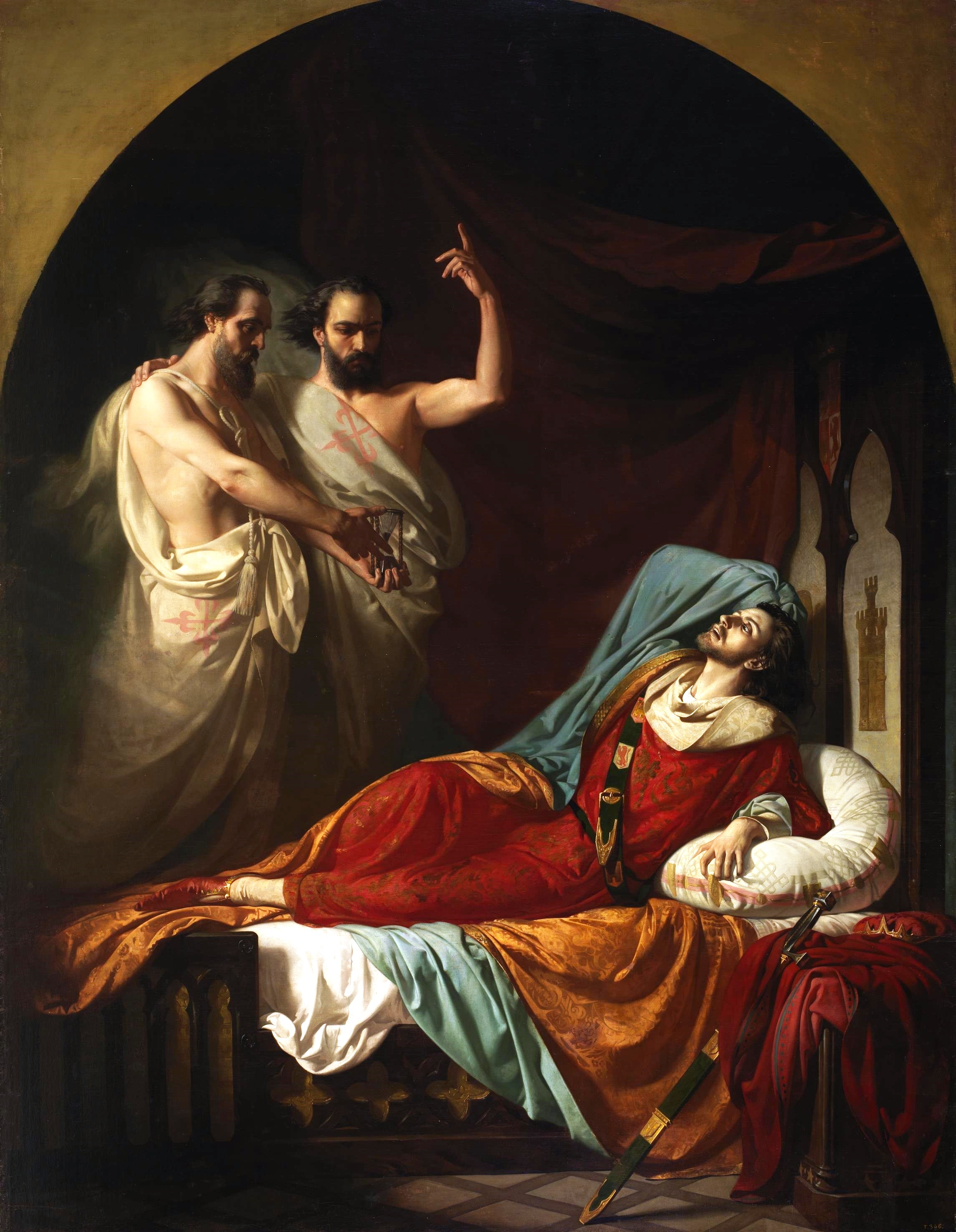
Últimos momentos de Fernando IV el Emplazado. Óleo sobre lienzo de José Casado del Alisal. 1860. (Palacio del Senado de España).

En 1312 falleció Fernando IV, y durante la minoría de edad de Alfonso XI Fernando Ponce de León apoyó a la reina María de Molina y a su hijo, el infante Pedro, y estuvo presente en la reunión de la Hermandad General de Andalucía celebrada en el municipio cordobés de Palma del Río el 8 de mayo de 1313, a la que también asistieron los representantes de las villas y ciudades de Sevilla, Córdoba, Jaén, Carmona, Úbeda, Baeza, Niebla, Écija, Jerez de la Frontera, Andújar, Arjona y Santisteban del Puerto. En dicha reunión intentaron garantizar la seguridad de Andalucía y de sus costas frente a posibles ataques musulmanes, y también controlar el uso de las rentas reales de la región, y a pesar de que en una reunión de la hermandad celebrada en 1312 sus miembros habían acordado no admitir en ella a ningún ricohombre, Fernando Ponce de León y Lope Ruiz de Jaén fueron admitidos, posiblemente porque sus tierras y vasallos podían ser decisivos para defender la frontera con el reino de Granada.
A principios de 1325 el almirante Alonso Jofre Tenorio, que tenía el control de los Reales Alcázares de Sevilla, traicionó al infante Felipe de Castilla, que era uno de los tutores del rey, y tras haber tomado el control de la ciudad de Sevilla, expulsó de ella a varios nobles partidarios de dicho infante, entre los que figuraban Pedro Ponce de León el Viejo, hijo de Fernando Ponce de León, y María Alfonso Coronel, suegra del anterior, según consta en el capítulo XXXIX de la Crónica de Alfonso XI, y en el capítulo XLVII de la Gran Crónica de Alfonso XI.
Se desconoce su fecha exacta de defunción, aunque según afirman diversos historiadores debió de ocurrir alrededor de 1331, ya que Fernando Ponce de León figura entre los confirmantes de un privilegio otorgado el 18 de febrero de 1330, por el que Alfonso XI confirmaba sus privilegios al monasterio de San Julián de Samos, y sin embargo, el 6 de abril de 1331, un año después, el rey confirmó a su hijo, Pedro Ponce de León el Viejo, la posesión del señorío de Marchena por haber fallecido ya su padre.

## Sepultura
Algunos autores afirman que se desconoce dónde fue sepultado Fernando Ponce de León, aunque el historiador Pedro Barrantes Maldonado señaló que fue enterrado en el desaparecido monasterio de San Agustín de Sevilla, donde también recibieron sepultura su hermana, Beatriz Ponce de León, y su hijo, Pedro Ponce de León el Viejo, fallecido en 1352.

## Matrimonio y descendencia
Contrajo matrimonio en 1303 con Isabel de Guzmán, hija de Guzmán el Bueno y de María Alfonso Coronel, y fruto de su matrimonio nacieron dos hijos:
- Pedro Ponce de León el Viejo (m. 1352), señor de Marchena, ricohombre de Castilla y caballero de la Orden de la Banda.
- Fernando Pérez Ponce de León (m. 1355), maestre de la Orden de Alcántara entre 1346 y 1355.[43]

| Predecesor: Guzmán el Bueno | Señor de Marchena 1309 - 1331 | Sucesor: Pedro Ponce de León el Viejo |